# The Great White Hope
The Great White Hope és una pel·lícula americana realitzada per Martin Ritt, estrenada l'any 1970.

## Argument
The Great White Hope (obra de teatre) s'inspira en la verdadera història del campió de boxa negre Jack Johnson i la seva amiga "blanca" en l'època de l'Amèrica segregacionista.

## Repartiment
- James Earl Jones : Jack Jefferson
- Jane Alexander : Eleanor Backman
- Lou Gilbert : Goldie
- Joel Fluellen : Tick
- Chester Morris : Pop Weaver
- Hal Holbrook : Al Cameron
- Moses Gunn : Scipio
- Lloyd Gough : Smith, Reporter del Evening Mirror
- Larry Pennell : Frank Brady, Boxejador
- Marcel Dalio : Promotor francès
- Rodolfo Acosta : El Jefe
- Virginia Capers : Germana Pearl
- Oscar Beregi Jr. : Ragosy
- R. G. Armstrong : Cap'n Dag
- Jon Lovitz :
- Roy E. Glenn Sr. : Pastor

## Nominacions
- Oscar_al_millor_actor 1972 per James Earl Jones
- Oscar_a_la_millor_actriu per Jane Alexander